# 陸輿
陸輿（？—？），江南宜興縣人，清朝官員。進士出身。史孟麟曾孫。

## 生平
陸輿於康熙十一年（1672年）中式壬子科江南鄉試第一名舉人（解元），康熙十八年（1679年）成己未科二甲進士。康熙三十三年（1694年）接替徐孺芳擔任福建提學道。